# Sega Pico
Sega Pico, noto anche come Kids Computer Pico (キッズコンピューター・ピコ?, Kizzu Konpyūtā Piko) è una console prodotta da Sega Toys, un'azienda sussidiaria di SEGA. Pubblicizzato come un prodotto di edutainment, esso veicolava videogiochi educativi per bambini dai 3 ai 7 anni. Pico venne commercializzato nel giugno 1993 in Giappone e nel novembre 1994 in America settentrionale ed Europa, raggiungendo la Cina solo nel 2002. Ebbe anche un successore, l'Advanced Pico Beena, che venne commercializzato in Giappone nel 2005. Sebbene Pico avesse un certo seguito in Giappone, in America settentrionale ed Europa ebbe uno scarso successo e venne ritirato all'inizio del 1998, venendo ripubblicato successivamente da Majesco Entertainment. I videogiochi educativi supportati da Pico includevano titoli di serie videoludiche con licenza, tra cui quella di Sonic.

## Design e software
Progettato con lo stesso hardware impiegato nel Sega Mega Drive, la forma fisica di Pico era stata concepita per apparire simile a quella di un computer portatile. La console comprendeva uno stilo chiamato "Magic Pen", una tavoletta grafica ed una croce direzionale incastonata nella scocca; sia lo stilo che la croce direzionale potevano essere impiegati per impartire i comandi per i vari videogiochi, usando la Magic Pen come se fosse un mouse oppure premendo i tasti direzionali. Poiché Pico non aveva un proprio schermo o un'uscita RF, doveva essere necessariamente collegato ad un monitor mediante un cavo video composito od un videoregistratore per poter giocare su uno schermo con ingresso RF. Con il tocco dello stilo sulla tavoletta grafica era inoltre possibile sia disegnare sia animare un personaggio sullo schermo.
Le cartucce di Pico, chiamate "Storyware", avevano la forma di un album illustrato con l'attaccatura per lo slot in basso. La console cambiava il display della televisione e il set di azioni che il giocatore doveva compiere ogni volta che veniva sfogliata una pagina dello "Storyware". Ogni pagina era corredata da voci e musiche specifiche. I videogiochi si focalizzavano sull'insegnamento di concetti basilari, tra cui la musica, il contare, la compitazione, la lettura, gli abbinamenti e la colorazione. Tra i titoli supportati vi erano anche personaggi animati provenienti da diversi franchise, tra cui Il Re Leone e Winnie the Pooh. Sega, inoltre, pubblicò titoli per Pico con la propria mascotte, Sonic, tra cui Sonic the Hedgehog's Gameworld e Tails e il Music Maker.
Secondo l'allora capo della ricerca e sviluppo dell'hardware delle console Sega, Hideki Sato, lo sviluppo di Pico fu possibile grazie al precedente lavoro dell'azienda sulle cartucce MyCard, portato avanti per la console SG-1000, e alle tavolette grafiche. La tecnologia dei sensori presenti nella tavoletta grafica proveniva da ciò che era stato sviluppato per il videogioco del 1987 World Derby, mentre la CPU e il chip grafico della console erano gli stessi del Mega Drive.

## Storia
Sega Pico venne commercializzato in Giappone nel giugno 1993 al prezzo di 13.440 yen. In America settentrionale, Sega svelò Pico durante l'American International Toy Fair del 1994 prima della sua commercializzazione nel mese di novembre dello stesso anno. La console venne pubblicizzata al prezzo di circa 160 dollari statunitensi ma alla fine venne venduta al prezzo di 139 dollari. Il prezzo delle cartucce "Storyware" oscillava tra i 39,99 e i 49,99 dollari. Lo slogan di Pico recitava: The computer that thinks it's a toy ("Il computer che si crede un giocattolo"). La consolle vinse alcuni premi, tra cui il "National Parenting Seal of Approval", il "Platinum Seal Award" e una medaglia d'oro durante i "National Association of Parenting Publications Awards".
A seguito delle flebili vendite, Sega ritirò Pico in America settentrionale agli inizi del 1998. Successivamente, nell'agosto 1999, venne commercializzata una versione riveduta della console ad opera della Majesco Entertainment, che la vendette al prezzo di 49,99 dollari, mentre le cartucce Storyware erano vendute a 19,99 dollari. Sega Pico venne poi commercializzata anche in Cina nel 2002 al prezzo di 690 yuan.
Nel 2000 Sega dichiarò di aver venduto 2,5 milioni di console Pico, mentre nell'aprile 2005 il totale dichiarato ammontava a 3,4 milioni di console e 11,2 milioni di cartucce vendute in tutto il mondo.

## Advanced Pico Beena
L'Advanced Pico Beena, noto anche semplicemente come Beena, è una console educativa rivolta a bambini in età prescolare, venduta da Sega Toys e commercializzata nel 2005 in Giappone. È il successore di Pico e si concentra sul concetto di "imparare giocando". Il nome della console fu scelto in maniera tale da essere assonante con le prime sillabe di "Be Natural".
Rispetto a Pico, Beena aggiunge diverse funzioni: ci si può giocare anche senza televisore, supporta il multiplayer con un Magic Pen aggiuntivo venduto separatamente e consente anche il salvataggio dei dati. Il tempo di gioco può essere limitato tramite le impostazioni del sistema. Alcuni giochi offrono anche una difficoltà adattativa, che aumenta in base al livello di abilità del giocatore. Il 17 luglio 2008 venne commercializzata una versione riveduta della console, chiamata Beena Lite. All'epoca della prima pubblicazione, Sega stimò di aver venduto 350.000 console Beena e 800.000 cartucce.